# Escola antiga del Pasteral
L'Escola antiga del Pasteral és una obra noucentista de la Cellera de Ter (Selva) inclosa a l'Inventari del Patrimoni Arquitectònic de Catalunya.

## Descripció
Edifici entre mitgeres format per dos cossos, d'una i dues plantes respectivament, separats per un pati amb un cobert. Aquests tres elements conformen el pati de l'escola, l'aula i la casa del mestre. Totes les construccions estan arrebossades i pintades de blanc, en prou mal estat de conservació.
L'aula és una construcció coberta a dues aigües a laterals, amb el sostre alt, que conté cinc finestres rectangulars i allargades a la façana principal, que dona al pati. Sobre les finestres hi ha un lleu esgrafiat en forma triangular al voltant d'una finestra ocular. El ràfec de la façana és de doble filera de rajols, una horitzontal i l'altra en forma de punta de diamant. A la punta de la filera carenera del teulat hi ha una cara humana decorativa.
El pati està format per una galeria, coberta a un vessant, amb quatre arcades d'arc carpanell rebaixat i pilars quadrats i senzills i per l'accés a l'aula, totalment cobert, amb una porta i una finestra, com les altres, pintades de marró. Tancant el pati hi ha un recinte murat que inclou l'entrada a l'escola. Hi ha una porta i una reixa de ferro i varis pilars culminats amb decoracions senzille i esfèriques de ciment.
La casa del mestre és una construcció senzilla de dos plantes que té accés pel pati i pel carrer de les Brugueres. Conté, a la planta baixa la porta d'accés i una finestra. Al primer pis hi ha un balcó que dona al carrer i una petita terrassa que dona al pati escolar.

## Història

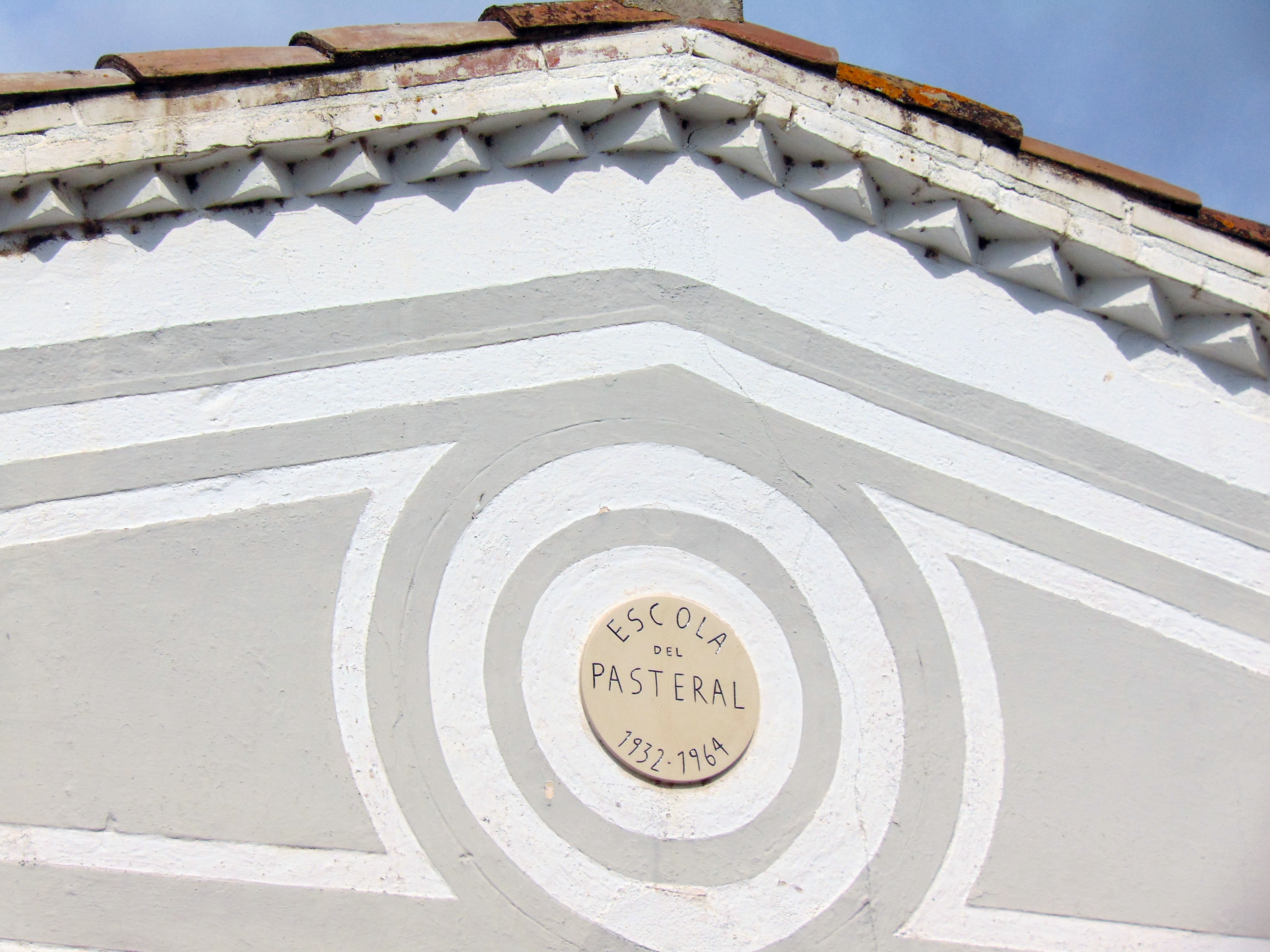
Medalló que recorda els anys que va funcionar com escola (1932-1964)

El Pasteral, durant les Guerres Carlines del segle xix, va ser escenari d'una important topada entre absolutistes i isabelins liberals. El 1849 s'esdevingué la «Batalla del Pasteral», on més de 5.000 homes es van enfrontar i el general carlí Cabrera va resultar ferit de gravetat. Aquest episodi, recordat amb un monòlit durant la commemoració del seu 150è aniversari darrere de l'antiga estació, va significar la fi de la Guerra dels Matiners.
Actualment el pati de l'antiga escola està ple d'herbes i matolls i tant la casa del mestre com l'aula funcionen com a magatzem municipal. Des de l'Ajuntament de La Cellera de Ter es té intenció d'adaptar aquest edifici per a altres usos, possiblement relacionats amb el turisme rural.
La importància que té aquesta escola per a ser inclosa en un inventari de patrimoni arquitectònic es deu al fet que documenta un procés socioculturalment rellevant de la història contemporània de Catalunya i d'Espanya, la difusió de la instrucció pública a la major part del territori estatal durant la primera meitat del segle xx. Precisament, durant l'època de la Segona República (1931-1939), la construcció i habilitació de noves escoles fou molt prolífica.
Per aprofundir més en la valoració patrimonial de l'arquitectura escolar al nostre país cal assenyalar els estudis d'historiadors com Joaquim Maria Puigvert i Solà, tant a la publicació Mestall núm. 16, novembre 2004 (Butlletí de l'Associació d'Història Rural de les Comarques Gironines) com a la Revista de Girona d'octubre de 2005.